# IC 1426
IC 1426 је ознака објекта на координатама са ректансцензијом 22h 3m 53,1s и деклинацијом - 9° 54" 35'. Открио га је Стефан Жавел, 14. септембра 1892. Каснијим посматрањима на том положају није уочен никакав астрономски објекат.